# Saint-Germain-Laval (Sena e Marne)
Saint-Germain-Laval é uma comuna francesa localizada na região administrativa da Île-de-France, no departamento Sena e Marne. A comuna possui 2362 habitantes segundo o censo de 1990.